# Política da Maurícia
A Política da Maurícia ocorre em um quadro de parlamentar democracia. A separação de poderes está entre os três ramos do Governo das Maurícias, o legislativo, o executivo e o Judiciário, está incorporado na Constituição da Maurícia.
Sendo um sistema de Westminster de governo, a Câmara de Parceria unicameral da Maurícia oficialmente, a Assembléia Nacional, é suprema. Elege o presidente e o primeiro-ministro. Enquanto o presidente é eleito por maioria simples de votos na casa, o primeiro-ministro é a MP que suporta a maioria na casa.
O Presidente é o Chefe do Estado enquanto o Primeiro Ministro tem poder poder executivo completo e é o Chefe do Governo que é assistido por um Conselho de Ministros. Maurícia tem um sistema multipartidário.
A política da ilha Maurícia é baseada no sistema democrático parlamentar, no qual o Presidente da República é o chefe de Estado e o primeiro-ministro o chefe do governo. O poder executivo é exercido pelo governo, e o legislativo é partilhado pelo governo e pela Assembleia Nacional. A Assembleia Nacional é formada por 62 membros elegidos diretamente pelo voto popular mais 4 a 8 membros adicionais, chamados de "melhores perdedores", que são candidatos à eleição para representar minorias étnicas. O governo é formado pelo primeiro-ministro e pelo Conselho de ministros para um governo de cinco anos, depois das eleições. 